# Guapirama
Guapirama is een gemeente in de Braziliaanse deelstaat Paraná. De gemeente telt 3.645 inwoners (schatting 2009).

## Aangrenzende gemeenten
De gemeente grenst aan Conselheiro Mairinck, Joaquim Távora, Jundiaí do Sul, Quatiguá, Santo Antônio da Platina en Tomazina.